# A Secret Wish
A Secret Wish ist das Debütalbum der aus Düsseldorf stammenden Synthiepop-Band Propaganda. Es erschien im Juli 1985 beim britischen Musiklabel ZTT.

## Hintergrund
Nach dem kommerziellen Erfolg der von Trevor Horn produzierten Debütsingle Dr. Mabuse (betitelt nach dem gleichnamigen Spielfilm von Fritz Lang) vom März 1984 verließ Andreas Thein im Sommer die Band. Thein hatte den Titel zusammen mit Ralf Dörper und dem beim Düsseldorfer Symphonieorchester klassisch ausgebildeten Michael Mertens komponiert. Dörper und Mertens komponierten und texteten neue Songs. Die mit dem Musikjournalisten und ZTT-Mitgründer Paul Morley verheiratete Claudia Brücken und die ausgebildete Goldschmiedin Susanne Freytag steuerten zusätzliche Musik bei. Der Titel Sorry for Laughing stammt von Paul Haig (Josef K) und Malcolm Ross (Josef K / Orange Juice).
Da Horn bei der Produktion von Frankie Goes to Hollywoods Debütalbum Welcome to the Pleasuredome gebunden war, überließ er die Produktion seinem damaligen Tontechniker Stephen Lipson, der mit A Secret Wish seine Karriere als Musikproduzent startete. Die Produktion verwendete „die allerneueste Technik“ und kostete „ein Vermögen“, da zahlreiche prominente Sessionmusiker verpflichtet wurden. Als Gastmusiker sind auf dem Album neben Steve Howe (Yes), Stewart Copeland (The Police), David Sylvian (Japan) und Glenn Gregory (Heaven 17) sowie weiteren Studiomusikern auch die beiden Produzenten Trevor Horn und Stephen Lipson vertreten.
Noch vor der Veröffentlichung des Albums wurde im April 1985 mit Duel eine zweite Single veröffentlicht. Drei Monate nach der Langspielplatte, dem dritten Album im Katalog von ZTT, folgte eine Version im damals neuen Format Compact Disc, mit für das Label typischen alternativen Versionen. Die Band war zu diesem Zeitpunkt mit der ehemaligen Rhythmusgruppe der Simple Minds (Derek Forbes und Brian McGee) auf einer Welttournee durch Europa, die USA, Kanada und Japan. Als dritte Single wurde P. Machinery ausgekoppelt, bevor ZTT Ende 1985 mit Wishful Thinking schließlich ein auf A Secret Wish basierendes Remixalbum veröffentlichte. ZTT Records konzentrierte sich trotz des kommerziellen Erfolges von Propaganda auf die noch deutlich erfolgreicheren Frankie Goes to Hollywood, was 1986 zum weiteren Zerfall der ursprünglichen Besetzung, zu einem Rechtsstreit mit ZTT und schließlich zur Auflösung des Plattenvertrages führte.

## Titelliste (Originalversion auf Langspielplatte)
| Nummer | Titel                   | Seite             |
| ------ | ----------------------- | ----------------- |
| 1      | Dream Within a Dream    | Seite A (Within)  |
| 2      | The Murder of Love      | Seite A (Within)  |
| 3      | Jewel/Duel              | Seite A (Within)  |
| 1      | P. Machinery            | Seite B (Without) |
| 2      | Sorry for Laughing      | Seite B (Without) |
| 3      | Dr. Mabuse (First Life) | Seite B (Without) |
| 4      | The Chase               | Seite B (Without) |
| 5      | The Last Word           | Seite B (Without) |
| 6      | Strength to Dream       | Seite B (Without) |

Der Text von Dream Within a Dream enthält den Text des Gedichtes A Dream Within a Dream von Edgar Allan Poe aus dem Jahr 1849.
Bei Jewel und Duel handelt es sich um zwei Titel, die auf dem Albumcover jedoch als ein Titel genannt werden. Es handelt sich um zwei unterschiedlich instrumentierte Versionen mit dem gleichen Text. Reynolds bezeichnet Duel als „zuckersüß und eingängig“ und Jewel als „roh und metallisch wie Neubauten auf Pop“. Mit The Last Word und Strength to Dream verhält es sich genau umgekehrt, eigentlich ein Titel, basiert das instrumentelle The Last Word auf Dr. Mabuse und Strength to Dream beschließt mit der Eingangszeile des ersten Stückes das Album.

## Titelliste der Original-CD
| Nummer | Titel                |
| ------ | -------------------- |
| 1      | Dream Within a Dream |
| 2      | The Murder of Love   |
| 3      | Jewel                |
| 4      | Duel                 |
| 5      | Frozen Faces         |
| 6      | P. Machinery         |
| 7      | Sorry for Laughing   |
| 8      | The Chase            |
| 9      | Dr. Mabuse           |

Die CD erschien etwa drei Monate nach der LP. Sie wurde komplett neu abgemischt und gegenüber der LP-Version um die Titel The Last Word und Strength to Dream gekürzt, dafür wurde der Titel Frozen Faces eingeschoben. Die Titel Jewel, Duel und P. Machinery wurden gegenüber der LP-Version neu gemischt. Mit einer Gesamtlaufzeit der CD von 51:58 Minuten wäre technisch gesehen noch genug Raum für die verworfenen Titel frei gewesen.
Nach der Original CD-Version erschienen weitere Releases wie die Japanese CD reissue, die 20th Anniversary reissue, die SACD release mit einem Multichannel-Mix sowie die 2010 2CD Deluxe „Element Series“ Edition.

## Rezeption
Keith Farley von Allmusic vergibt einen Album-Pick und bezeichnet A Secret Wish als „Synthie-Rock mit einem Auge in Richtung orchestriertem Pop sowie einem bisschen Sampler-Experimenten“ („synth-rock with an eye toward orchestrated pop as well as a bit of sampler experimentation“.) Dave Thompson rezensiert das Album in seinem Buch Alternative Rock mit „anspruchsvoll und sehr europäisch“ („sophisticated and very European“).